# Ханс Ернст II фон Валдбург-Траухбург-Кислег
Ханс Ернст II фон Валдбург-Траухбург-Кислег (на немски: Hans Ernst II von Waldburg-Trauchburg und Kisslegg; * 21 март 1695; † 6 юни 1737) е граф на Валдбург в Траухбург и Кислег (1717) в Западен Алгой в Баден-Вюртемберг, Германия.
Той е вторият син (от 13 деца) на императорския генерал и съветник граф Кристоф Франц фон Валдбург-Траухбург (1669 – 1717) и съпругата му графиня Мария София фон Йотинген-Валерщайн (1666 – 1743), дъщеря на граф Волфганг IV фон Йотинген-Валерщайн (1629 – 1708) и графиня Анна Доротея фон Волкенщайн-Роденег (1640 – 1702). Внук е на имперския наследствен трушес, имперски кемерер граф Йохан Хайнрих Ернст I фон Валдбург-Фридберг-Траухбург (1630 – 1687) и графиня Мария Анна Моника фон Кьонигсег-Аулендорф (1644 – 1713).
Брат е на граф Йозеф Вилхелм Евсебий (1694 – 1756), домхер в Залцбург (1712 – 17), граф във Фридберг, Шеер, Дюрментинген и Буссен (1717), императорски и кралски таен съветник (1717), Фридрих Антон Марквард Евсебий (1700 – 1744), господар в Траухбург и Кислег (1737), кайзерски генерал-фелдмайстер, и на Франц Карл Евзебиус фон Валдбург-Фридберг-Траухбург (1701 – 1772), княжески епископ на Кимзе (1746 – 1772).
Фамилията Валдбург е издигната 1628 г. на имперски графове на Валдбург и през 1803 г. на имперски князе на Валдбург. Новият дворец Кислег при Равенсбург, построен 1721 – 1727 г. от граф Йохан/Ханс Ернст II фон Валдбург-Траухбург, е до 1940-те години собственост на графовете, по-късно князете фон Валдбург-Цайл.
Ханс Ернст II фон Валдбург-Траухбург-Кислег умира на 42 години на 6 юни 1737 г. от кръвоизлив (Blutshturc).
Вдовицата му графиня Мария Терезия фон Валдбург-Волфег-Волфег се омъжва втори път на 8 април 1742 г. за граф Йозеф Игнац Карл Дионис фон Велшперг, Райтенау, Примьор и Лангенщайн (* 1702; † 29 август 1760, Алт-Разен).

## Фамилия
Ханс Ернст II фон Валдбург-Траухбург-Кислег се жени на 25 май 1722 г. за графиня Мария Терезия Йозефа Фелицитас Евсебия фон Валдбург-Волфег-Волфег (* 21 май 1702; † 18 август 1755). Те имат децата:
- Мария Валпурга Терезия фон Валдбург-Траухбург (* 1 септември 1724), омъжена за фрайхер Карл Филип фон Лойтрум и Ертинген († 1794)
- Вунибалд Йозеф фон Валдбург-Траухбург (* 16 август 1725; † 1726)
- Леополд Август фон Валдбург-Траухбург (* 29 септември 1728; † 1 октомври 1764, Донауешинген), годподар във Фридберг, Шеер, Дюрментинген и Бусен, императорскитаен таен съветник, вюртембергски генерал-майор, женен на 21 февруари 1753 г. за графиня Мария Анна Фугер фон Кирхберг-Вайсенхорн-Щетенфелс (* 12 юни 1730; † 17 юни 1775); бездетен
- Мария Йозефа фон Валдбург-Траухбург (* 30 март 1731; † 7 май 1782), омъжена на 21 юли 1748 г. за княз Йозеф Венцел фон Фюрстенберг-Щюлинген (* 31 март 1771, Донауешинген; † 17 май 1804, Донауешинген))